# Osmanski most na Hanu na Cetini
Osmanski most kod današnjeg Hana na Cetini, bivši most. Nalazio se na starom trgovačkom putu koji je još u starom vijeku vodio iz Salone preko Cetine u unutrašnjost rimske provincije Dalmacije, a u srednjem vijeku iz Splita preko Klisa ka Livnu i dalje. Bio je iznimno važan za promet ljudi i roba. Nalazio se je dvjesta metara od današnjeg kamenog mosta iz 1846./49. godine.
Vjerojatno je nastao tako što su ga Turci vjerojatno obnovili, ali nije poznato jesu li napravili sasvim novi na istoj lokaciji ili na postojećem rimskom mostu izvršili popravke i nadogradnje.
Turski most datira iz 16. ili 17. stoljeća. Uz njega su podigli i prenoćište s gostionicom, odnosno han. Potreba za njim je bila zbog brojnih trgovačkih karavana iz Bosanskog pašaluka koje su ovuda prolazile ka Splitu. Od hana je nastao i toponim Han. Obranu ovog strateški važnog objekta činile su dvije kule na njegovim dvama krajevima. Most je zabilježio u svojem putopisu Evlija Ćelebi 1660. godine. Zapisao je da je imao sedam okna te dvije kule s željeznim pomičnim vratima. Srušen je u Sinjskom (Malom ratu) (1714. – 1718.), ratu u kojem se je odvila slavna sinjska bitka 1715. godine. Nakon oslobađanja od Osmanlija kraj je došao pod Mletačku Republiku. Budući da je most bio srušen, Cetinu se je kod Hana prelazila lađom (kerepom).